# 柚木柯因
柚木柯因（也称为杨芽黄素，化学名：5-羟基-7-甲氧基黄酮，5-Hydroxy-7-methoxyflavone）是一种柯因（5,7-二羟基黄酮）衍生的O-甲基化黄酮，分子式C16H12O4，存在于欧洲酸樱桃（学名：Prunus cerasus）等植物中。